# Birane Ba
Birane Ba est un comédien français. Artiste auxiliaire à la Comédie-Française depuis septembre 2018, puis pensionnaire à partir de février 2019, à 24 ans, il est l’un des plus jeunes pensionnaires de l'institution.
Il est classé par Télérama parmi "les dix jeunes qui vont vous émerveiller en 2025".

## Biographie
Il est fils d'une femme de ménage et d'un ouvrier, tous deux sénégalais. Il grandit aux côtés de six sœurs et un frère à Vernon, en Normandie. 

## Parcours artistique

### Formation
Il découvre l'amour de la littérature au collège. Son professeur de français, un « ange gardien » le pousse à s'inscrire au club théâtre. Birane Ba se souvient de sa première expérience théâtrale: « Je me souviens de notre première représentation à la cantine. J’étais comme un poisson dans l’eau. J’ai su que c’était ça que je voulais faire. » Son professeur emmène la classe voir, à la Comédie-Française, La Grande Magie d'Eduardo De Filippo, un autre choc théâtral pour le jeune garçon.
Même s'il est soutenu par ses proches, il ne bénéficie pas d'une éducation culturelle chez lui et souffre d'un décalage avec d'autres acteurs, lorsqu'il essaie de se former au théâtre. Il raconte ainsi : «  Quand j’étais au lycée, j’ai passé une audition pour intégrer une classe-théâtre à Évreux. Dans la salle d’attente, des parents faisaient répéter à leurs enfants les grandes dates du théâtre, celle de la sortie de telle pièce d’Ionesco... Moi, je n’avais aucune culture théâtrale. Je me suis dit que j’étais à côté de la plaque. Mais j’y suis allé tel que j’étais, et ça l’a fait.  »
Il entre au conservatoire municipal de Vernon, puis au conservatoire régional de Rouen, tout en préparant un baccalauréat ES puis un BTS en commerce international et en travaillant dans une boutique de téléphonie. Il intègre ensuite la classe libre du Cours Florent, puis le Conservatoire national supérieur d'art dramatique en 2016.

### À la Comédie-Française
En 2018, il intègre la Comédie-Française, un rêve « depuis le collège » selon lui. Il est d'abord artiste-auxiliaire de l'institution, puis, depuis février 2019, pensionnaire. Il est l'un des plus jeunes pensionnaires de l'institution. Pour lui, c'est «  rentrer dans une maison qui paraît impénétrable. Cela m’a fait bizarre. J’y pensais depuis des années… »
Il incarne rapidement des rôles très différents et participe à diverses activités de la Comédie-Française pendant le confinement et la fermeture du théâtre, dont la lecture d'À la recherche du temps perdu de Proust.
Selon la journaliste Léa Iribarnegaray, du Monde, il représente une nouvelle génération qui « forme désormais la richesse et la diversité du théâtre ». C'est le cinquième comédien noir de l'histoire de la Comédie-Française depuis sa création,.
Il joue ensuite en 2024-205 dans l'adaptation du Soulier de Satin par Eric Ruf

### Au cinéma
Il participe au film Je verrai toujours vos visages (2023) de Jeanne Henry. Il joue un détenu, rôle dans lequel il fait "sensation" selon Valentin Perez dans Le Monde. 

### Au théâtre
Il décroche en 2023 son premier rôle principal dans L’Opéra de quat’sous, mis en scène par Thomas Ostermeier.

### Podcast
Il incarne Malcolm X, pour une série d'émission sur France Culture. Il déclare: "Je pense que si je fais ce métier, c'est pour aussi porter des voix".

## Théâtre

### Comédie Française
- 2018 : Les Fourberies de Scapin de Molière, mise en scène Denis Podalydès : Octave
- 2018 : Bajazet de Racine, mise en scène Éric Ruf : Bajazet
- 2019 : La Vie de Galilée de Bertold Brecht, mise en scène Éric Ruf
- 2019 : La Puce à l'oreille de Georges Feydeau, mise en scène Lilo Baur[16]
- 2020 : Forums de Patrick Goujon, Hélène Grémillon et Maël Piriou, mise en scène Jeanne Herry[6]
- 2023 : Cyrano de Bergerac d'Edmond Rostand mise en scène Emmanuel Daumas, salle Richelieu : Lignière, Jeune homme, Pâtissier, Poète, Cadet, le Capucin et Mère Marguerite de Jésus
- 2023 : Le Misanthrope de Molière, mise en scène Clément Hervieu-Léger : Clitandre
- 2024 : L'Opéra de Quat'sous, Bertolt Brecht, mise en scène Thomas Ostermeier
- 2024 : Le Soulier de satin de Paul Claudel, mise en scène Éric Ruf, Salle Richelieu
- 2025 : Une mouette d'après Anton Tchekhov, mise en scène Elsa Granat, Salle Richelieu

## Filmographie

### Cinéma
- 2017 : La Prière de Cédric Kahn
- 2018 : L’Homme fidèle de Louis Garrel
- 2022 : Athena de Romain Gavras : Mourad
- 2023 : Je verrai toujours vos visages de Jeanne Herry : Issa
- 2025 : Mercato de Tristan Séguéla

### Séries télévisées
- 2022 : Sentinelles
- 2023 : Transatlantique : Jacques "Petit" Kandjo

### Court-métrage
- 2023 : Coléoptère de Martin Gouzou : Grégoire Samsa

### Clip
- 2022 : Dreamer de The Blaze

## Doublage

### Cinéma

#### Films
- 2019 : Sorry We Missed You : ? (?)
- 2021 : Macbeth : Seyton (James Udom)

### Télévision

#### Séries télévisées
- 2021-2023 : Dom : Lico (Ramon Francisco)
- 2023 : From : Elgin (Nathan D. Simmons) (saison 2)

#### Séries d'animation
- 2025 : Le Roi loup (en) : Broghan[n 1]